# Copiapoa
Copiapoa es un género de plantas suculentas perteneciente a la familia Cactaceae. Contiene 39 especies aceptadas y son nativas de Chile.

## Descripción
Entre las especies de este género encontramos tanto individuos que crecen formando densos cojines de cientos de plantas individuales de gran tamaño, como especies que solo crecen de forma individual.
Los tallos pueden ser esféricos o ligeramente columnares, con el ápice con pelos densamente lanosos. Son de color pardusco a verde azulado y presentan costillas verrugosas. Sobre ellas se asientan areolas con espinas de forma variable.
Las flores son de color amarillo y aparecen en verano sobre los ápices lanosos. Tienen forma de campana o de embudo y están abiertas durante el día. El pericarpelo es corto y desnudo, y el tubo floral es corto y ancho. Los frutos, pequeños y lisos, contienen en su interior semillas grandes, negras y brillantes. 

## Distribución
El área de distribución nativa de este género es el norte y centro de Chile.

## Taxonomía
El género fue descrito por los botánicos estadounidenses Nathaniel Lord Britton y Joseph Nelson Rose y publicado en el libro The Cactaceae; descriptions and illustrations of plants of the cactus family 3: 85. en el año 1922.
Etimología
Copiapoa: nombre genérico que hace referencia a la ciudad chilena de Copiapó, ubicada en el desierto de Atacama, lugar donde se encuentran la mayoría de las especies de este género.

## Especies aceptadas
Actualmente, el género Copiapoa consta de 39 especies aceptadas según Plants of the World Online (POWO):
| Imagen | Nombre científico                                          | Distribución                                                                   |
| ------ | ---------------------------------------------------------- | ------------------------------------------------------------------------------ |
|        | Copiapoa ahremephiana N.P.Taylor & G.J.Charles             | Norte de Chile (oeste y suroeste de Antofagasta)                               |
|        | Copiapoa algarrobensis Katt.                               | Norte de Chile (Atacama)                                                       |
|        | Copiapoa angustiflora Helmut Walter, G.J.Charles & Mächler | Centro de Chile (suroeste de Antofagasta)                                      |
|        | Copiapoa aphanes Mächler & Helmut Walter                   | Norte de Chile (suroeste de Antofagasta)                                       |
|        | Copiapoa armata (F.Ritter) Helmut Walter & Larridon        | Centro de Chile (norte de Coquimbo)                                            |
|        | Copiapoa atacamensis Middled.                              | Norte de Chile (desde Antofagasta hasta el noroeste de Atacama)                |
|        | Copiapoa australis (Hoxey) Helmut Walter & Larridon        | Norte de Chile (Atacama)                                                       |
|        | Copiapoa calderana F.Ritter                                | Centro de Chile (de Antofagasta a Atacama)                                     |
|        | Copiapoa cinerascens (Salm-Dyck) Britton & Rose            | Norte de Chile (desde el sudoeste de Antofagasta hasta el noroeste de Atacama) |
|        | Copiapoa cinerea (Phil.) Britton & Rose                    | Norte de Chile (desde Antofagasta hasta Atacama)                               |
|        | Copiapoa coquimbana (Karw. ex Rümpler) Britton & Rose      | Chile (desde el sudoeste de Antofagasta hasta Coquimbo)                        |
|        | Copiapoa corralensis I.Schaub & Keim                       | Norte de Chile (Atacama)                                                       |
|        | Copiapoa decorticans N.P.Taylor & G.J.Charles              | Norte de Chile (desde Antofagasta hasta Atacama)                               |
|        | Copiapoa desertorum F.Ritter                               | Norte de Chile (desde Antofagasta hasta el noroeste de Atacama)                |
|        | Copiapoa echinoides (Lem. ex Salm-Dyck) Britton & Rose     | Chile (desde Atacama hasta el noroeste de Coquimbo)                            |
|        | Copiapoa esmeraldana F.Ritter                              | Norte de Chile (desde el sudoeste de Antofagasta hasta el noroeste de Atacama) |
|        | Copiapoa fiedleriana (K.Schum.) Backeb.                    | Chile (desde el sudoeste de Antofagasta hasta el noroeste de Coquimbo)         |
|        | Copiapoa fusca I.Schaub & Keim                             | Norte de Chile (Atacama)                                                       |
|        | Copiapoa gigantea Backeb.                                  | Norte de Chile (desde Antofagasta hasta el norte Atacama)                      |
|        | Copiapoa grandiflora F.Ritter                              | Norte de Chile (desde el sudoeste de Antofagasta hasta el noroeste de Atacama) |
|        | Copiapoa hoffmanniana Pumarino & Blando                    | Norte de Chile (Atacama)                                                       |
|        | Copiapoa humilis (Phil.) Hutchison                         | Norte de Chile (Antofagasta)                                                   |
|        | Copiapoa hypogaea F.Ritter                                 | Norte de Chile (desde el sudoeste de Antofagasta hasta el noroeste de Atacama) |
|        | Copiapoa laui Diers                                        | Norte de Chile (desde Antofagasta hasta el noroeste de Atacama)                |
|        | Copiapoa leonensis I.Schaub & Keim                         | Norte de Chile (Atacama)                                                       |
|        | Copiapoa longispina F.Ritter                               | Norte de Chile (Atacama)                                                       |
|        | Copiapoa longistaminea F.Ritter                            | Norte de Chile                                                                 |
|        | Copiapoa malletiana (Cels ex Salm-Dyck) Backeb.            | Norte de Chile (Atacama)                                                       |
|        | Copiapoa marginata (Salm-Dyck) Britton & Rose              | Chile (desde el sudoeste de Atacama hasta el noroeste de Coquimbo)             |
|        | Copiapoa megarhiza Britton & Rose                          | Norte Chile (Atacama)                                                          |
|        | Copiapoa mollicula F.Ritter                                | Chile (desde Atacama hasta el noroeste de Coquimbo)                            |
|        | Copiapoa montana F.Ritter                                  | Norte de Chile (suroeste de Antofagasta)                                       |
|        | Copiapoa pendulina F.Ritter                                | Norte de Chile (Coquimbo)                                                      |
|        | Copiapoa rupestris F.Ritter                                | Norte de Chile (Antofagasta)                                                   |
|        | Copiapoa saxifraga Blando & Pumarino                       | Norte de Chile (Atacama)                                                       |
|        | Copiapoa schulziana I.Schaub & Keim                        | Norte de Chile (Atacama)                                                       |
|        | Copiapoa serpentisulcata F.Ritter                          | Norte de Chile (desde el sudoeste de Antofaga hasta el noroeste de Atacama)    |
|        | Copiapoa solaris (F.Ritter) F.Ritter                       | Norte de Chile (desde Antofagasta hasta el noroeste de Atacama)                |
|        | Copiapoa taltalensis (Werderm.) Looser                     | Norte de Chile (desde el suroeste de Antofagasta)                              |